# Argyrophylax cinerella
Argyrophylax cinerella là một loài ruồi trong họ Tachinidae.